# Libreswan
Libreswan je implementace protokolu IPsec sloužícího pro budování virtuálních privátních sítí. Libreswan vznikl v lednu 2013 jako fork staršího projektu Openswan a stejně jako on je napsaný v jazyce C a určený pro operační systém Linux. Je zveřejněn pod licencí GNU GPL a jedná se tedy o svobodný software.
Jako předvolený sofware pro realizaci virtuálních privátních sítí nahradil v roce 2016 v CentOSu dříve používaný Openswan.